# Yugus
Yugus is een geslacht van steenvliegen uit de familie Perlodidae. De wetenschappelijke naam van het geslacht is voor het eerst geldig gepubliceerd in 1952 door Ricker.

## Soorten
Yugus omvat de volgende soorten:
- Yugus arinus (Frison, 1942)
- Yugus bulbosus (Frison, 1942)
- Yugus kirchneri Nelson, 2001
- Yugus kondratieffi Nelson, 2001